# Mariana Derderian
Mariana Derderian   (Caracas, 15 de gener de 1980) Mariana Sirvat Derderian és una actriu i presentadora de televisió xilena, coneguda popularment pels seus papers principals a Floribella (2006) i a Mi bella genio (2009).

## Biografia
Va néixer a Caracas el 15 de gener de 1980. És filla dels xilens José Derderian Abkarian i de Lily Espinoza Comes. Té una germana, Daniela Derderian, odontòloga. La seva família paterna és originària de Síria i Armènia.
Derderian va passar la seva infància a Veneçuela, fins al retorn dels seus pares a Xile el 1990, a partir d'aquest any, els Derderian s'instal·len en el sector nor-orient de Santiago.
Va cursar els seus estudis secundaris en el Col·legi Sant Pedro Nolasco, de Vitacura i després va estudiar Enginyeria comercial a la Universitat Mayor. Durant el seu tercer any de carrera, Derderian va trobar la seva vocació professional en el teatre i va decidir fer tallers vespertins, primer en a Vitacura i Las Condes, i després, a l'Acadèmia Club de Teatre, del reconegut director Fernando González Mardones.
A l'edat de 16 anys, Derderian es va presentar al concurs de bellesa Miss 17, on va obtenir el premi Miss Simpatia.

## Carrera[calcitació]
A finals de 2004, Derderian amb una companya del seu curs es va presentar a un càsting a Canal 13, on va quedar seleccionada per a participar en la telesèrie Bruixotes. En aquesta telesèrie va interpretar a Macarena Altamirano, una noia immadura emocionalment, capritxosa, coqueta, alegre, innocent i molt bona amiga, que s'enamorava de Byron, el personatge interpretat per Héctor Morales.
Mariana es va diplomar de la Universitat i va començar amb els enregistraments, que combinava amb l'elaboració de la seva tesi. Després de Brujas, Derderian va participar immediatament en la telesèrie Gates i rosques. En aquesta producció, va tenir una participació menor interpretant Carolina "Caco" Ulloa. Derderian va acabar la seva tesi i va obtenir el seu títol professional.
Al començament de l'any 2006, Mariana Derderian va participar en el càsting de la telenovel·la del segon semestre de Televisió Nacional de Xile (TVN). Va ser seleccionada per a representar a Florència ''Flor'' González en Floribella. Aquest personatge va ser la seva primera presentació com a protagonista d'una telenovel·la musical xilena. L'actriu es va presentar en el Teatre Caupolicán i va obtenir un disc d'or.
Al començament de l'any 2007 va participar com a jurat en el Festival de La Serena, amb Jon Secada, Raquel Argandoña i dos companys de Floribella, Cristián Riquelme i Cristián Arriagada. El seu debut al cinema es va realitzar a la pel·lícula Malta amb ou, estrenada el 2007, any en què també va participar com Britney Urrutia a la fallida telesèrie Amor por accidente, sent germana del personatge de Fernanda Urrejola.
L'any següent, va formar part de la nova versió del programa busca talents Rojo: El valor del talent com co animadora de l'espai i guia per als participants que es troben en competència, però la baixa sintonia de l'espai ha posat en dubte la seva continuïtat. Al mateix temps, Derderian va ser incorporada com una de les participants de la quarta temporada del ball en TVN, programa en el qual va obtenir el tercer lloc amb gran suport del públic.
Derderian va protagonitzar l'adaptació xilena de la famosa sèrie estatunidenca El meu bella geni en 2009 i va tenir un rol en la telesèrie Els àngels d'Estela, abans de finalitzar el seu contracte amb la TVN. Els anys 2010 i 2011, Derderian va treballar a Mega on va participar en programes com La lliga i Salas de juego, a més de la fallida telenovel·la juvenil Decibel 110. Anys després, va tornar a TVN per a actuar en la penúltima telesèrie diürna La chúcara.
Ha participat en vídeos per a la productora generadora de continguts d'internet "Woki Toki".
En 2018 es va unir al matinal Benvinguts de Canal 13 com panelista. A l'any següent es va estrenar la pel·lícula Ella és Cristina de Gonzalo Maza, en la qual va ser protagonista. Derderián va actuar al costat de Paloma Salas, Roberto Farías i Néstor Cantillana.

## Vida personal
Va ser parella de l'actor Cristián Riquelme entre 2006 i 2008, a qui va conèixer en el rodatge de <i id="mwaw">Floribella</i>. Posteriorment, Derderian es va aparellar amb el periodista Francisco Aravena el 2011, amb qui va tenir dos fills; Leticia (n. 2015) i Pedro (n. 2017). La parella es va separar en 2018, després de vuit anys de relació. Entre gener i març de 2024, Derderian va tenir un idil·li amb el periodista Maurici Jürgensen.
El 8 de maig de 2024, Derderian va patir un incendi a casa seva, a la comuna de Vitacura, on també hi havia els seus dos fills. Derderian va evacuar l'immoble al costat de la seva filla Laura, però el seu fill petit va morir a causa del fum. Les primeres hipòtesis assenyalaven que el foc s'hauria iniciat per una sobrecàrrega elèctrica (la residència es trobava sense energia des del dia anterior per la neu caiguda el dia 7 de maig) a l'habitació del seu fill Pedro. El pare dels nens i exparella de Mariana, el periodista Francisco Aravena, va anar a la llar quan es va assabentar del sinistre, i va patir cremades greus tractant de salvar al seu fill de dins la casa, fet que el van portar a un coma induït.

## Controvèrsies
En 2015 Mariana Derderian va interposar una demanda judicial davant la Direcció de Treball de Xile contra l'empresa de producció audiovisual DDRIO Televisió, propietat de l'actor i empresari Pablo Díaz Del Riu, per assetjament i maltractament laboral durant el seu embaràs, per obligar-la a renunciar al seu fur maternal.

## Filmografia

### Cinema
| Any  | Títol            | Paper    | Director             | Ref. |
| ---- | ---------------- | -------- | -------------------- | ---- |
| 2007 | Malta con huevo  | Mónica   | Cristóbal Valderrama |      |
| 2019 | Ella es Cristina | Cristina | Gonzalo Maza         |      |

### Televisió
| Año  | Título                | Papel                   | Canal    | Ref.   |
| ---- | --------------------- | ----------------------- | -------- | ------ |
| 2004 | Hippie                | Isidora Valdovinos      | Canal 13 |        |
| 2005 | Brujas                | Macarena Altamirano     | Canal 13 |        |
| 2005 | Gatas y tuercas       | Carolina Ulloa          | Canal 13 |        |
| 2006 | Floribella            | Florencia Flor González | TVN      | [ 12 ] |
| 2007 | Amor por accidente    | Britney Urrutia         | TVN      |        |
| 2009 | Los ángeles de Estela | Alejandra Andrade       | TVN      |        |
| 2011 | Decibel 110           | Clara Ríos              | Mega     | [ 13 ] |
| 2013 | Mamá mechona          | Lilian Marín            | Canal 13 |        |
| 2014 | La chúcara            | Luciana Cavalli         | TVN      | [ 14 ] |

| Any  | Títol                | Paper     | Canal       | Ref.   |
| ---- | -------------------- | --------- | ----------- | ------ |
| 2007 | El dia menos pensado | Valentina | TVN         |        |
| 2008 | Mi bella genio       | Jenny     | TVN         | [ 15 ] |
| 2016 | MI Cooking Therapy   | Paula     | Mega        |        |
| 2020 | La jauría            | Josefa    | Prime Vídeo |        |

### Programes de televisió
- El último pasajero (TVN, 2007) - Convidada
- El baile en TVN (TVN, 2008) - Participant
- Rojo, el valor del talento (TVN, 2008) - Coanimadora
- La liga (Mega,2010) - Conductora
- Salas de juego (Mega, 2011) - Conductora
- Tendencia urbana (13C, 2012) - Conductora
- Mujeres primero (La Red, 2012) - Convidada
- Mundos opuestos 2 (Canal 13, 2013) - Anfitriona
- Toc Show (UCV Televisión, 2013) - Panelista
- Sin Dios ni late (Zona Latina, 2014) - Convidada
- El Menú, historias a la carta (TVN, 2014) - Convidada
- Mentiras verdaderas (La Red, 2016) - Convidada
- Doble tentación (Mega, 2017) - Anfitriona
- Pasapalabra (Chilevisión, 2018) - Convidada
- Bienvenidos (Canal 13, 2018-2019) - Panelista
- Pasapalabra (Chilevisión, 2020) - Convidada
- Esta es mi ruta (Mega, 2021) - Conductora

## Publicitat
- Shampoo Ballerina - Protagonista de l'anunci. (2007)
- Cicatricure - Protagonista. (2018)

## Ràdio
- La Comunidad Sin Anillo (Radio Concierto, 2017-2018)
- La Personal (Radio Concierto, 2017)